# برنارد لوفيفر
برنارد لوفيفر (22 يونيو 1930 في فرنسا - 16 ديسمبر 2019) (بالفرنسية: Bernard Lefèvre)‏ هو لاعب كرة قدم فرنسي في مركز الوسط. لعب مع أولمبيك مارسيليا ونادي سانت إتيان ونادي ليل ونادي نانسي (نادي كرة قدم).

## وصلات خارجية
- برنارد لوفيفر على موقع الاتحاد الدولي (مؤرشف)  (الإنجليزية)
- برنارد لوفيفر على موقع قاعدة بيانات كرة القدم.إي يو (الإنجليزية)
- برنارد لوفيفر على موقع عالم كرة القدم.نت (الإنجليزية)
- برنارد لوفيفر على موقع اللجنة الأولمبية الدولية (الإنجليزية)
- برنارد لوفيفر على موقع أوليمبيديا (الإنجليزية)